# Spinning (中西圭三のアルバム)
『Spinning』は、中西圭三の6枚目のスタジオ・アルバム。1997年1月29日にパイオニアLDCよりリリースされた。

## 概要
1年2ヶ月ぶりの新作。シングル表題曲が5曲収録されている。
前作『Graffiti』に続く佐橋佳幸とのコラボレーションは本作も継続されており、4曲が収録されている。
1996年2月10日発売のシングル「MUST BE HEAVEN」は、デビュー以来初めて自作曲ではない楽曲が制作・発売された。
1996年10月10日発売のシングル「次の夢」が小田和正のプロデュースであること、久宝留理子との共作になったことも当時話題となった。
筒美京平、小田和正、高見沢俊彦、井上富雄、CHOKKAKUなど、本作も初顔合わせの多い作品となった。

## チャート成績
オリコン週間ランキングでは最高5位にランクインした。2022年1月現在6番目に売れたアルバム。

## 楽曲について
- Happy Ever After
「横浜八景島シーパラダイス」CMソング
- SUNFLOWER
「横浜八景島シーパラダイス」CMソング

## 収録曲
作曲：中西圭三（特記以外）
1. それぞれの地平線（Album Version）
  - 作詞：小霜和隆　編曲：遠山淳・Randy Waldman
2. BORN FREE
  - 作詞：村野耕治　作曲：中西圭三・佐橋佳幸　編曲：佐橋佳幸
3. KISS AWAY
  - 作詞：村野耕治　作曲：中西圭三・佐橋佳幸　編曲：佐橋佳幸
4. 次の夢
  - 作詞：小霜和隆　作曲：中西圭三・佐橋佳幸　編曲：小田和正
5. What I Do For Love （Duet with Peabo Bryson）
  - 作詞:Morry Stearns　作曲：中西圭三・Morry Stearns
  - 編曲:西山勝・Brad Cole・Randy Waldman
6. Happy Ever After
  - 作詞：松井五郎　作曲：中西圭三・佐橋佳幸　編曲：佐橋佳幸
7. SUNFLOWER
  - 作詞：村野耕治　編曲：CHOKKAKU
8. NAVI
  - 作詞：朝水彼方　編曲：井上富雄
9. 破壊
  - 作詞：朝水彼方　編曲：井出靖・太田桜子
10. MUST BE HEAVEN （Remix）
  - 作詞：高見沢俊彦　作曲：筒美京平　編曲：小西貴雄
11. 星に願いを （Remix）
  - 作詞：村野耕治　編曲：CHOKKAKU